# Essai sur le libre arbitre (Schopenhauer)
 (juin 2023).
La mise en forme du texte ne suit pas les recommandations de Wikipédia : il faut le « wikifier ».
Les points d'amélioration suivants sont les cas les plus fréquents. Le détail des points à revoir est peut-être précisé sur la page de discussion.
- Les titres sont pré-formatés par le logiciel. Ils ne sont ni en capitales, ni en gras.
- Le texte ne doit pas être écrit en capitales (les noms de famille non plus), ni en gras, ni en italique, ni en « petit »…
- Le gras n'est utilisé que pour surligner le titre de l'article dans l'introduction, une seule fois.
- L'italique est rarement utilisé : mots en langue étrangère, titres d'œuvres, noms de bateaux, etc.
- Les citations ne sont pas en italique mais en corps de texte normal. Elles sont entourées par des guillemets français : « et ».
- Les listes à puces sont à éviter, des paragraphes rédigés étant largement préférés. Les tableaux sont à réserver à la présentation de données structurées (résultats, etc.).
- Les appels de note de bas de page (petits chiffres en exposant, introduits par l'outil «  Source ») sont à placer entre la fin de phrase et le point final[comme ça].
- Les liens internes (vers d'autres articles de Wikipédia) sont à choisir avec parcimonie. Créez des liens vers des articles approfondissant le sujet. Les termes génériques sans rapport avec le sujet sont à éviter, ainsi que les répétitions de liens vers un même terme.
- Les liens externes sont à placer uniquement dans une section « Liens externes », à la fin de l'article. Ces liens sont à choisir avec parcimonie suivant les règles définies. Si un lien sert de source à l'article, son insertion dans le texte est à faire par les notes de bas de page.
- La présentation des références doit suivre les conventions bibliographiques. Il est recommandé d'utiliser les modèles {{Ouvrage}}, {{Chapitre}}, {{Article}}, {{Lien web}} et/ou {{Bibliographie}}. Le mode d'édition visuel peut mettre en forme automatiquement les références.
- Insérer une infobox (cadre d'informations à droite) n'est pas obligatoire pour parachever la mise en page.

Pour une aide détaillée, merci de consulter Aide:Wikification.
Si vous pensez que ces points ont été résolus, vous pouvez retirer ce bandeau et améliorer la mise en forme d'un autre article.
Essai sur le libre arbitre (Über die Freiheit des menschlichen Willens) est un essai du philosophe allemand Arthur Schopenhauer (1788-1860), publié en 1841.

## Présentation
L’ouvrage est une réponse à la question posée par la Société Royale de Norvège en 1837 : « Le libre arbitre peut-il être démontré par le témoignage de la conscience de soi ? ». 
Dans cet exposé, Schopenhauer démontre que le libre arbitre n’est qu’une illusion humaine. Pour lui, l’homme est autant soumis à la loi de la nécessité que le sont les animaux, les végétaux et les corps inorganiques. C’est une loi de la nature à laquelle on ne peut échapper, nos actions étant déterminées par des motifs extérieurs et par la nature de notre volonté. S’il peut exister une liberté physique (absence de contrainte pour agir selon notre volonté), le libre arbitre, que Schopenhauer définit comme l’absence de toute nécessité du vouloir, n’existe pas. Néanmoins, reprenant la distinction kantienne du phénomène et de la chose en soi , Schopenhauer conclut que la nécessité ne s’applique qu’aux phénomènes, et que la vraie liberté est à chercher dans notre nature propre, la volonté, qui est chose en soi. Ainsi, la liberté de l’homme ne réside pas dans ce qu’il fait, mais dans ce qu’il est ; elle ne tient pas de ses actions, mais de sa nature. La liberté est transcendantale.

Portrait par Jules Lunteschütz (1822–1893).

Rédigé en 1839, l’ouvrage est une réussite, remportant le prix décerné par la Société Royale de Norvège. En 1841, Schopenhauer publie l’essai au sein de son livre Les Deux Problèmes fondamentaux de l’éthique , celui de la liberté étant le premier, celui de la morale, étudié à travers l’essai Le Fondement de la morale , le deuxième.

## Chapitre premier
Dans ce premier chapitre, Schopenhauer définit les deux termes importants de l’énoncé : libre arbitre et conscience de soi.

### 1° Qu’est-ce que la liberté?
Schopenhauer distingue tout d’abord la liberté physique de la liberté morale. Pour lui, « La liberté physique consiste dans l’absence d’obstacles matériels ». Celle-ci est une puissance d’agir, c’est-à-dire que le sujet est capable de réaliser une action conforme à sa volonté, sans se voir empêché par une entrave physique extérieure. Un être physiquement libre est un être qui se meut par sa seule volonté. Ainsi, la liberté politique est une liberté physique : est libre le peuple gouverné par les lois dont il est lui-même l’auteur (lois de sa volonté). Le libre arbitre, en revanche, ne correspond pas à cette définition, mais à la liberté dite morale. Cette-dernière correspond à une absence de contrainte par motif (cause immatérielle). En effet, un homme peut très bien ne pas être confronté à des obstacles matériels dans la réalisation de sa volonté, mais tout de même subir des empêchements immatériels qui bloquent son action (menace, promesse, perspective du danger etc). Le libre arbitre est donc une puissance de vouloir.
Schopenhauer se pose ainsi la question : « La volonté elle-même est-elle libre ? ». Le sens de « libre » ne peut s’interpréter selon la liberté physique, car l’énoncé reviendrait à se demander « La volonté est-elle conforme à la volonté ? », ce qui constitue une tautologie manifeste. Il faut donc donner un autre sens à l’adjectif « libre » pour l’appliquer au concept de la volonté. Pour Schopenhauer, la liberté de la volonté est l’absence de toute nécessité, « Une volonté libre serait une volonté déterminée par aucune raison », c’est-à-dire une liberté d’indifférence (ou « absolue »). Ainsi, un homme placé dans des circonstances données, et complètement déterminées par rapport à lui, peut-il agir de deux façons diamétralement opposées ?

### 2° Qu’entend-on par conscience de soi.
Différente de la conscience d’autre chose, qui est faculté de connaître (à travers les conditions a priori de l’existence des objets : temps, espace, causalité) , et de la conscience morale qui se développe à partir de l’expérience (et donc de la conscience d’autre chose), la conscience de soi est une connaissance du moi qui se révèle immédiatement à lui-même en tant que volonté. Toutes nos affections, nos passions, nos aspirations, sont des manifestations de cette volonté.
La volonté est en rapport constant avec les objets extérieurs grâce à l’entendement. Ceux-ci sont « la matière même et l’occasion de tous les mouvements et actes de la volonté », c’est-à-dire que les objets extérieurs influencent la volonté en lui donnant un but, et que cette-dernière se porte vers eux en s’accomplissant dans le monde matériel (par la liberté physique). Schopenhauer recherche donc « le degré de nécessité avec lequel les objets du monde extérieur déterminent les actes de la volonté ». La problématique reformulée est donc : « La conscience peut-elle trouver en elle-même et en elle seule des données suffisantes qui permettent d’affirmer la liberté de cette volonté ? ».

## Chapitre II - La volonté devant la conscience

### Relation de la volonté avec le monde extérieur
« Quand un homme veut, il veut aussi quelque chose ». La volonté ne peut être pensée qu’en relation avec un objet. Celui-ci est un motif de la volonté, une cause excitatrice, ainsi qu’une matière vers laquelle est dirigée la volonté. Une volonté ne peut donc se produire sans motif : elle perdrait sa cause et sa matière. Dès lors, la volonté se produit-elle nécessairement lorsque cet objet est présent à notre entendement ? « La volonté est elle produite nécessairement  par le motif ? ».

### Inaptitude de la conscience de soi à répondre à la question
La conscience de soi, mentionnée dans le sujet, ne peut répondre à ces questions. Elles dépendent des notions de causalité et de nécessité, qui sont tirés de l’entendement pur tourné vers le dehors (ce sont des concepts a priori de la connaissance empirique, et non du moi intérieur. Les objets de la volonté, étant extérieurs, échappent également à la conscience de soi. La conscience ne peut que proclamer naïvement « Je peux faire ce que je veux ! », mais il ne s’agit que d’une liberté d’acte qui ne dit rien de celle de la volonté. 
De plus, le choix de la volonté ne se révèle à la conscience qu’au bout d’un long processus d’élaboration, a posteriori. Le désir se transforme en résolution puis passe en acte dans le monde concret et se révèle ainsi à la conscience. Schopenhauer effectue une distinction entre désir et vouloir. Un désir est une impulsion parmi d’autres (qui s’affrontent) tandis que le vouloir est le désir ayant triomphé (de manière nécessaire). Ainsi, « On peut désirer deux choses opposées, on n’en peut vouloir qu’une. ». La conscience prend connaissance du passage de la volonté à l’acte, mais non pas du désir à la volonté, et elle ignore les motifs qui déterminent la volonté. C’est pour cette raison qu’elle se trompe en pensant y trouver une preuve de sa liberté. Quand la conscience dit « Je fais ce que je veux ! », la décision est déjà prise. Or nous voulons savoir si cette décision est ou non nécessaire.
Cette question est « souverainement embarrassante », « elle plonge pour ainsi dire une main instigatrice dans le plus profond de notre être », car elle revient à se demander si nous pourrions vouloir autrement, et donc, la volonté étant le noyau de notre être, si nous pourrions être autrement. L’homme est-il déterminé une fois pour toutes par son essence?
Schopenhauer peut déjà répondre par la négative à la question de la Société Royale : la conscience de soi ne donne pas raison du libre arbitre, car ce dernier est hors de son champ de connaissance.

## Chapitre III - La volonté devant la conscience des autres choses
Après avoir démontré que le libre arbitre ne peut être prouvé par la conscience de soi, Schopenhauer se demande s’il peut l’être par la conscience des autres choses.

### Définition du principe de causalité

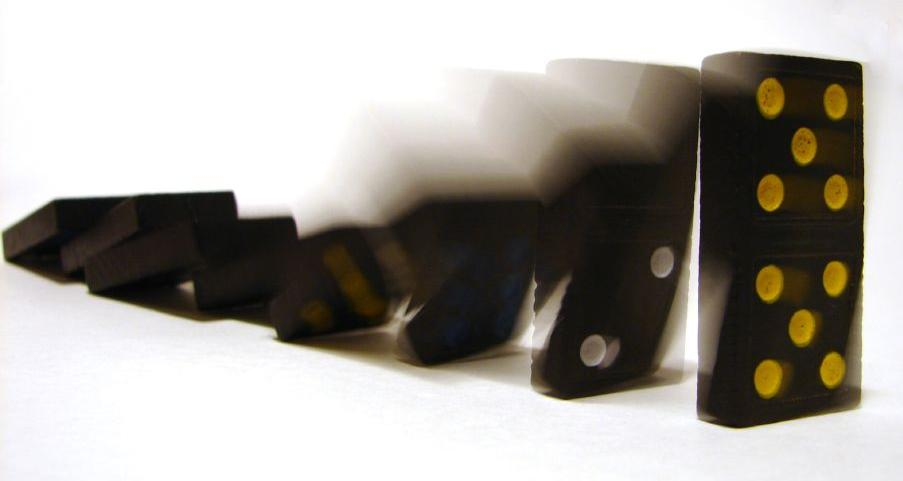
Un domino qui tombe entraîne le suivant dans sa chute. Selon le principe de causalité, le changement de position du deuxième domino est dû à celui du premier, et ainsi de suite.

Il s’agit donc de considérer la perception extérieure et les phénomènes connus par l’entendement à travers le principe essentiel a priori de la causalité. Schopenhauer définit ce dernier comme un principe de modifications phénoménales. Selon le principe de causalité, lorsque toute chose dans le monde matériel éprouve une modification, ce phénomène est dû nécessairement  à la modification antérieure d’un autre objet. Ainsi, « lorsque la cause est entrée en jeu, l’effet doit se produire immanquablement ».

### Les différents objets de ce principe
Les objets soumis à ce principe sont de différentes natures : inorganiques, êtres végétaux et animaux. Pour les corps inorganiques et les végétaux, la causalité et la nécessité des réactions sont évidents, car le contact entre l’excitant et son effet est immédiat. Par exemple, on peut prévoir la croissance d’une plante par l’influence de la chaleur, les deux étant intrinsèquement reliés. Pour les animaux, la causalité est moins évidente puisqu’elle agit par l’intermédiaire de l’entendement. Le contact entre la cause (le motif) et l’effet est médiat. L’animal est apte à effectuer un choix selon sa perception du monde extérieur, afin de répondre à des besoins vitaux plus compliqués. Chez l’homme, une faculté supplémentaire s’ajoute, la raison. Celle-ci est la faculté de percevoir par l’abstraction, l’homme étant capable de tirer des notions générales de ce qu’il perçoit et de l’exprimer à travers des mots. On remarque que les mobiles de la volonté de l’homme sont extrêmement nombreux, puisque la raison lui permet la réflexion, la mémoire du passé, la prévision de l’avenir, le développement des sciences etc, qui orientent sa volonté. Chez l’homme, « la pensée devient motif ».

### L’illusion du libre arbitre chez l’homme
Ainsi, l’homme possède une « liberté relative » par rapport aux autres objets. Grâce à la raison, les motifs de son action sont plus nombreux. L’homme est également doté de la faculté de délibération, permettant de faire passer tous les motifs devant le « tribunal de sa volonté ».  
Pour autant, l’action de l’homme ne reste pas moins déterminée par un motif extérieur, et tout motif est une cause entraînant une nécessité. L’homme a l’impression de choisir librement ce qu’il veut, alors qu’en réalité son vouloir n’est que le résultat de la domination nécessaire du motif le plus fort sur les autres. La volonté n’est pas libre au sein du monde des phénomènes. L’homme, étant un phénomène, n’échappe pas à la loi de causalité (et de nécessité).   
L’illusion d’un libre arbitre présent en l’homme – tandis que le reste des phénomènes est déterminé – est due à la quasi-invisibilité du lien entre motif et effet chez lui, le motif étant souvent abstrait. 

### Parabole de l’homme de six heures
Schopenhauer prend l’exemple de l’homme de six heures. À six heures, cet homme a terminé sa journée de travail. Il songe aux différentes activités possibles qui s’offrent à lui : il peut se promener, aller au club, monter sur une tour pour voir le coucher du soleil, aller au théâtre, visiter un ami ou tel autre, voire partir de la ville et même ne jamais revenir. Finalement, l’homme rentre au logis auprès de sa femme, en se disant qu’il le fait « non moins volontairement ». L’homme croit qu’il est en son pouvoir de vouloir telle ou telle chose, alors que sa décision est déterminée par des motifs extérieurs. Pour Schopenhauer, cela reviendrait à ce que l’eau dise « Je peux m’élever bruyamment en hautes vagues ». Oui certes, répond Schopenhauer, lorsque la mer est agitée par une tempête ! Ou encore « Je peux m’évaporer et disparaître ». Oui, à 100 degrés de chaleur. De plus, si Schopenhauer conteste à l’homme sa liberté, ce dernier accomplira un acte quelconque, au hasard, afin de le contredire et de lui montrer qu’il est libre. L’action de l’homme ne sera que l’expression du doute et de l’influence de Schopenhauer  exercés sur lui, constituant les motifs nécessaires de cette action. Le pouvoir de vouloir n’existe pas chez l’homme. L’absence de cause et donc de nécessité dans le vouloir constituerait pour le vouloir une création ex nihilo de ce qu’il veut. Ce serait un non-sens.

### Le caractère de l’homme détermine son vouloir

#### La volonté comme force naturelle et caractère de l’homme
Schopenhauer considère que l’explication des phénomènes dépend toujours de raisonnements qui présupposent l’existence de forces naturelles n’ayant elles-mêmes aucune explication. Par exemple, pour expliquer les phénomènes magnétiques, on recourra à la forge originelle qu’est l’électricité, sans pouvoir vraiment l’expliquer. Pour expliquer la mécanique céleste, on appliquera la loi de la gravité etc. De même, les phénomènes humains s’expliquent à travers la force naturelle qu’est la volonté. Sans volonté, les motifs ne peuvent exercer leur action. La volonté est une force particulière car nous en avons une connaissance intérieure et immédiate. Elle constitue ainsi notre propre nature, notre caractère.

#### 1° Le caractère de l’homme est individuel
Il existe des traits généraux chez les humains, mais l’action d’un même motif varie largement d’un homme à un autre. La connaissance du motif ne suffit donc pas pour prédire l’action. Il faut connaître le caractère sollicité.

#### 2° Le caractère de l’homme estempirique
Par l’expérience, nous améliorons la connaissance que nous avons des autres et de nous-mêmes. C’est sur cette connaissance que repose la confiance en l’autre ou en nous-mêmes.

#### 3° Le caractère de l’homme est invariable
L’homme reste le même toute sa vie durant. « L’homme même ne change jamais : comme il a agi dans un cas, il agira encore, si les mêmes circonstances se présentent ». Lorsqu’on est lésé par quelque personne en qui nous avions placé notre confiance, nous ne disons pas « Le caractère de tel a changé » mais avec raison « Je me suis abusé sur son compte ». Nous jugeons intuitivement que le caractère est invariable. La conscience morale repose par ailleurs sur cette permanence du caractère.  C’est parce que nous considérons qu’au fond nous sommes resté le même que nous pouvons, même jusque dans notre vieillesse, nous reprocher des méfaits de notre jeune âge. Ainsi Jean-Jacques Rousseau regrettait toujours, et ce plus de quarante ans après les faits, d’avoir accusé la servante Marion du vol d’un ruban qu’il avait lui-même dérobé.
Le caractère est en quelque sorte une fatalité : même en sachant ses fautes, en souhaitant ardemment s’en corriger, on ne s’en corrige jamais complètement. L’homme peut certes changer de moyens, mais il ne peut pas changer ses fins.

#### 4° Le caractère est inné
« Il se manifeste d’abord chez l’enfant, et montre dès lors en petit ce qu’il doit être en plus grand ». Le caractère est en partie héréditaire et reste le même de la naissance à la mort. Il nous est impossible de nous détacher de ses particularités.  Les partisans du libre arbitre croient défendre la liberté de l’homme en objectant que le caractère se forge au fil de l’expérience personnelle durant la vie, mais cela ne ferait que rendre le caractère déterminé par des circonstances extérieures, il serait donc tout de même nécessaire, et notre pouvoir de vouloir est contredit. De plus, cette thèse n’a pas de sens car elle prive certaines personnes de toute essence. Le caractère se formant tard, les enfants n’en seraient pas pourvus.
Ainsi, « Chaque action d’un homme est le produit nécessaire de son caractère, et du motif entré en jeu ». Les fins en général de l’homme sont déterminées par son essence, et ses moyens le sont par les circonstances extérieures. Comme disaient les scolastiques : « Operari sequitur esse » (« Chaque être agit conformément à son essence »), et « Quidquid fit, necessario fit » (« Tout ce qui advient, advient nécessairement »).

## Chapitre IV - Mes prédécesseurs
Dans ce chapitre, Schopenhauer montre que de nombreux grands hommes ont jadis pensé comme lui.
Il souhaite d’abord rassurer les chrétiens en avançant que le christianisme n’est pas opposé à l’absence de libre arbitre en l’homme. Il cite le prophète Jérémieainsi que Martin Luther, pour qui les partisans du libre arbitre « nient le Christ ».
Schopenhauer considère que l’absence du libre arbitre est une pensée déjà présente en partie chez Aristote et chez Saint Augustin.
Il établit également une filiation entre lui et les idées de Spinoza, de Hume, et surtout de Kant, « ce grand maître de l’humanité ».

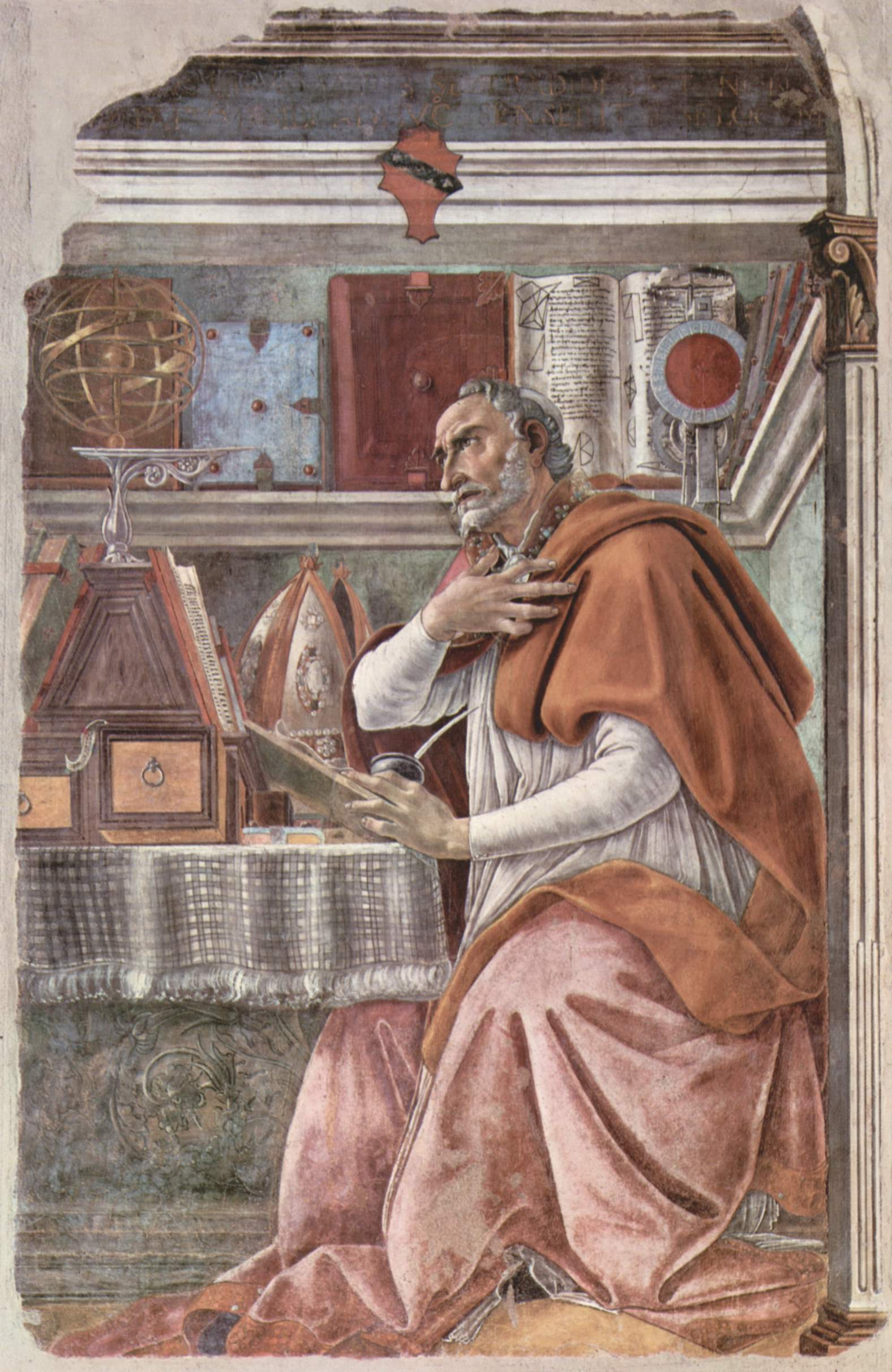
Saint Augustin dans son cabinet de travail (Botticelli, Ognissanti), 1480. Saint Augustin est un penseur important ayant traité la question du libre arbitre.

## Chapitre V - Conclusion
Schopenhauer rappelle que sa réponse à la question de la Société Royale est une conclusion a non posse ad non esse,  c’est-à-dire que la conscience de soi ne peut pas rendre compte du libre arbitre, et que le libre arbitre n’existe pas. 
Néanmoins, si le libre arbitre n’est pas une réalité, nous avons le sentiment clair et certain de notre responsabilité morale, en tant que nous nous reconnaissons auteurs de nos actions. Un homme sait qu’une action différente de celle qu’il a accomplie aurait pu être possible, « pourvu toutefois qu’il eût été autre ». C’est parce que l’homme est tel qu’il agit ainsi. La responsabilité, et donc la liberté de l’homme résident dans ce qu’il est, dans son caractère. En tant que caractère empirique, objet de l’expérience, le caractère est un phénomène déterminé. Toutefois, la base de ce caractère empirique est le caractère intelligible, chose en soi, car inné, constant et immuable. Ce caractère intelligible échappe à toute causalité, celle-ci n’étant qu’une condition a priori de la connaissance des phénomènes. Le caractère intelligible est donc libre, « La volonté est libre, mais seulement en elle-même, et en dehors du monde des phénomènes ». La liberté ne réside pas dans l’Operari (nos actions) mais dans notre Esse (notre nature). 

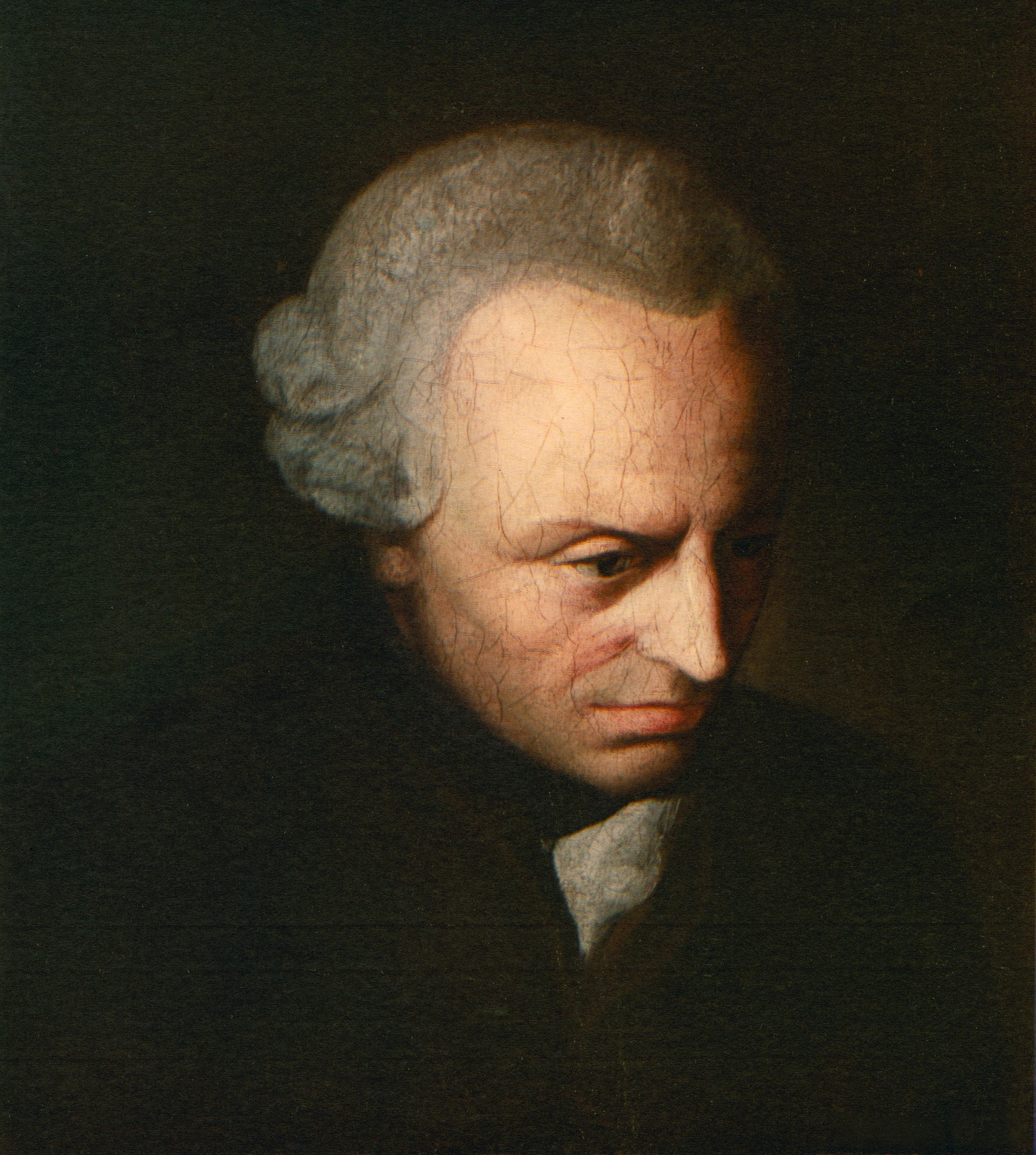
Emmanuel Kant, inspirateur principal de Schopenhauer, en particulier pour sa vision du libre arbitre.

Après avoir ainsi exploité la distinction faite par Kant entre phénomène et chose en soi, Schopenhauer conclut : « En résumé, l’homme ne fait jamais que ce qu’il veut, et pourtant il agit toujours nécessairement. La raison en est qu’il est déjà ce qu’il veut ». La liberté est transcendantale.

## Éditions de l’ouvrage
- Essai sur le libre arbitre, Paris, Éditions Payot & Rivages, 2018, trad. Salomon Reinach (de 1877), Préface et Notes de Didier Raymond
- Essai sur le libre arbitre, schopenhauer.fr, 2013, numérisé par Guy Heff et David Buffo, trad. Salomon Reinach (de 1894)

Lire en ligne.